# 斯維布洛沃站
斯維布洛沃站（羅馬化：Sviblovo）是莫斯科地鐵的一個車站，位於莫斯科東北部。斯維布洛沃站是卡盧加－里加線的車站，開通於1978年。車站裝飾主要使用白色大理石。